# Речиці (Тверська область)
Речиці (рос. Речицы) — присілок в Конаковському районі Тверської області Російської Федерації.
Населення становить 16 осіб. Входить до складу муніципального утворення місто Конаково.

## Історія
Від 2005 року входить до складу муніципального утворення місто Конаково.

## Населення
| 2010 |
| ---- |
| 16   |